# Gael García
Gael García Bernal (ur. 12 lutego 2004 w Tali) – meksykański piłkarz występujący na pozycji lewego skrzydłowego, od 2023 roku zawodnik Tapatío.